# Botschaft der Vereinigten Republik Tansania in Berlin

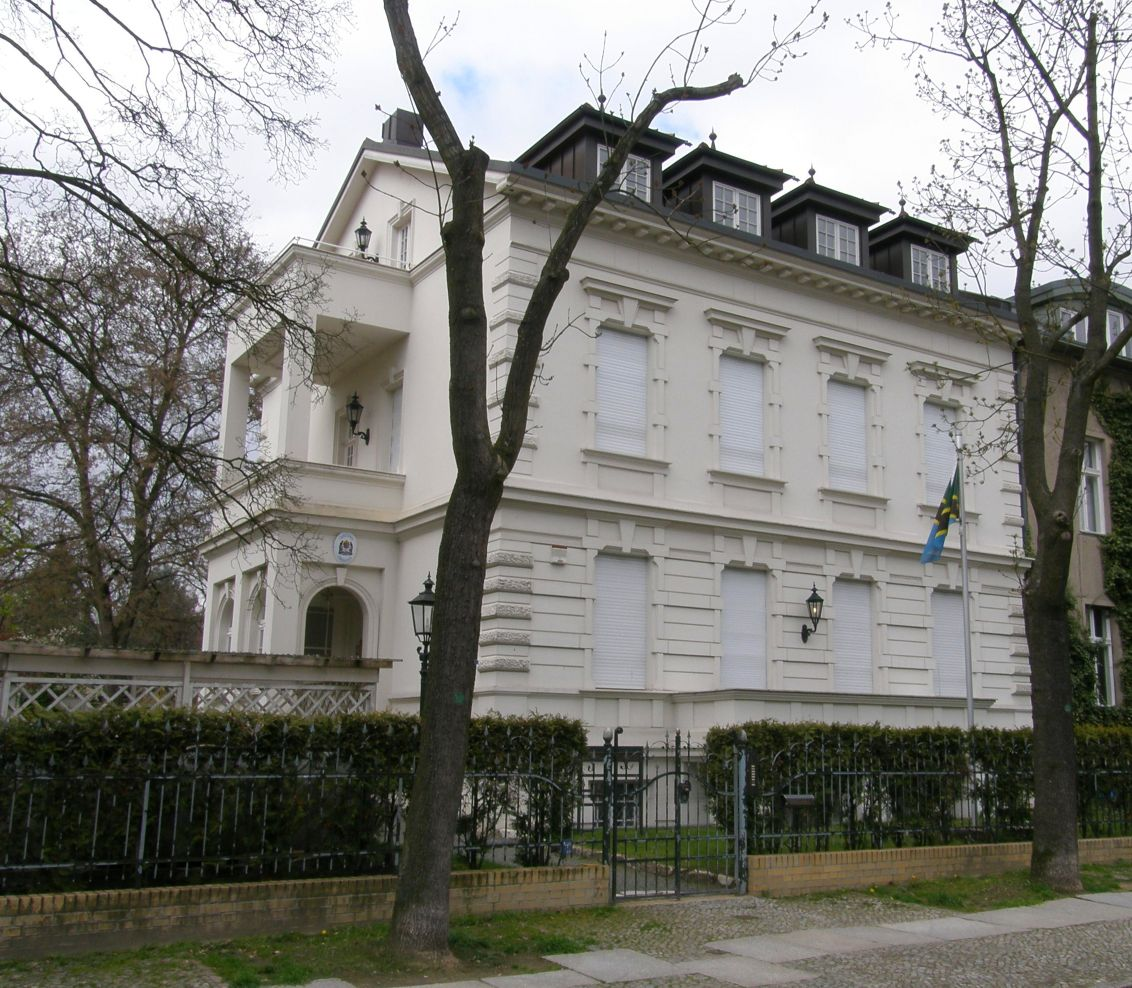
Botschaft in der Eschenallee 11

Die Botschaft der Vereinigten Republik Tansania in Berlin (englisch Embassy of the United Republic of Tanzania) ist die diplomatische Vertretung Tansanias in Deutschland. Das Botschaftsgebäude befindet sich in der Eschenallee 11 im Ortsteil Westend des Bezirks Charlottenburg-Wilmersdorf.
Botschafter ist seit dem 8. Dezember 2023 Hassani Iddi Mwamweta.
Tansania unterhält Honorarkonsulate in Frankfurt am Main und Hamburg.

## Geschichte der diplomatischen Beziehungen
Am 9. Dezember 1961 nahmen Tansania und die Bundesrepublik Deutschland diplomatische Beziehungen auf. Die Botschaft befand sich am Theaterplatz 26 in Bonn. Aufgrund des Umzugs von Bundestag und Regierung nach Berlin verlegte auch die Botschaft Tansanias ihren Sitz in die neue deutsche Hauptstadt.
Seit dem 21. Dezember 1972 bestanden diplomatische Beziehungen zwischen Tansania und der DDR. Sie endeten mit der deutschen Wiedervereinigung im Jahr 1990. Der Botschafter Tansanias in Moskau war in der DDR zweitakkreditiert.

## Botschafter
- 13. Januar 2014: Philip Marmo[6]
- 6. Juni 2017: Abdallah Saleh Possi[7]
- 8. Dezember 2023: Hassani Iddi Mwamweta[8]